# David Finlay Jr.
David Finlay III (nacido el 16 de mayo de 1993) es un luchador profesional alemán que actualmente trabaja para la New Japan Pro-Wrestling e Impact Wrestling bajo el nombre de David Finlay.
Dentro de sus logros ha sido una vez Campeón en Parejas de la IWGP, una vez Campeón Mundial en Parejas de Impact con Juice Robinson (en dos ocasiones) y una vez Campeón en Parejas 6-Man NEVER de Peso Abierto. Fue el ganador del World Tag League (2019)

## Carrera

### Primeros años (2012-2014)
Finlay hizo su debut profesional en lucha libre el 22 de diciembre de 2012 para la promoción alemana EWP (European Wrestling Promotion) derrotando a Big Daddy Walter por descalificación. Más tarde esa noche, se unió a su padre para un partido de equipo contra Robbie Brookside y Dan Collins, que ganaron. Este combate sirvió de su retiro de su padre. En 2014, Finlay se convirtió en el primer campeón de Power of Wrestling Junior. Mantuvo el título durante 314 días antes de dejar vacante el 20 de agosto de 2015.

### New Japan Pro-Wrestling (2015-presente)

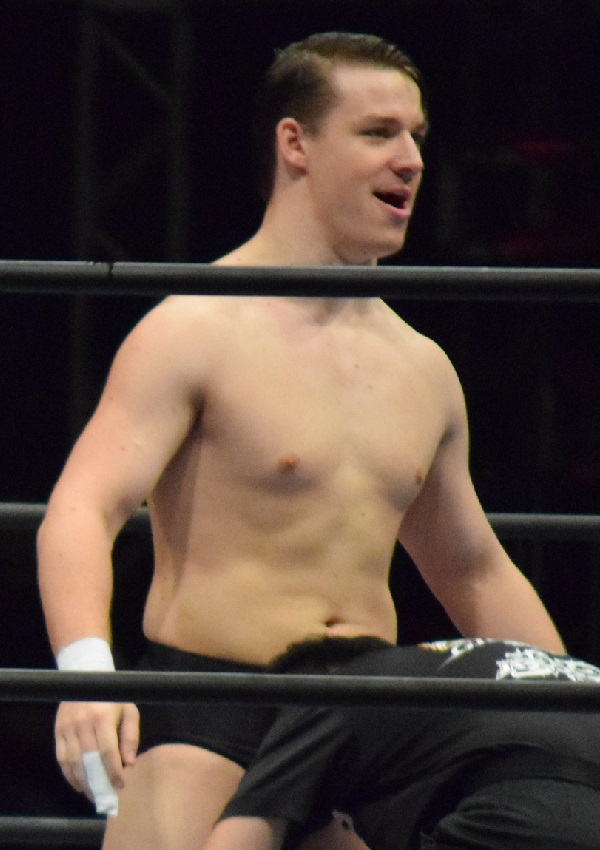
Finlay en 2015

Finlay participó en el torneo Best of the Super Juniors 2015 organizado por New Japan Pro-Wrestling , pero no logró ganar, con una posición final de 0 puntos. Después del torneo, Finlay fue anunciado como un "Young lion", una clase de jóvenes luchadores que vestían un atuendo negro y no tenían ningún truco particular para ajustar sus habilidades de lucha y mejorar el apoyo de su público. Llevaría este apodo hasta que en septiembre de 2016, Finlay anunció que ya no era un "Young lion". El 25 de septiembre en el evento Destruction in Kobe, ganó el Campeonato en Parejas 6-Man NEVER de Peso Abierto con sus compañeros Ricochet y Satoshi Kojima al derrotar a Bullet Club (Adam Cole, Matt Jackson & Nick Jackson). Perdieron los títulos en Wrestle Kingdom 11 el 4 de enero de 2017 ante Los Ingobernables de Japón (Bushi, Evil & Sanada).
En marzo de ese año, Finlay hizo equipo con Juice Robinson apodado como FinJuice. Se unieron por el resto del año antes de ir por caminos separados en World Tag League, que vio a Robinson hizo equipo con Sami Callihan , mientras que Finlay hizo equipo con Katsuya Kitamura. Finlay y Kitamura no pudieron ganar el torneo, terminando con 0 puntos.
En Strong Style Evolved, Finlay atacó a Jay White, luego de la exitosa defensa de White del Campeonato de Peso Pesado de Estados Unidos de la IWGP sobre Hangman Page. Finlay se le otorgó una oportunidad por el título, pero en el evento principal de Road to Wrestling Dontaku, fue derrotado por White.

### Ring of Honor (2016-2019)
Antes del debut de Finlay para Ring of Honor en enero de 2019, su participación anterior en la promoción estadounidense fue en los espectáculos Honor Rising: Japan, que se celebran en Korakuen Hall. Su primera aparición en esta capacidad fue el 20 de febrero de 2016, donde fue derrotado por Jay White.  En febrero de 2017, Finlay hizo equipo con Juice Robinson y Kushida, derrotando a Jado & Gedo y Silas Young, pero la noche siguiente, él y Kushida perdieron ante Young y Jado. En febrero de 2018, Finlay estuvo nuevamente involucrado en luchas en equipos, marcando con Robinson en una derrota ante The Young Bucks, y la noche siguiente, él, Robinson y Jay Lethal derrotaron a Bullet Club (Chase Owens, Hikuleo y Yujiro Takahashi).
Finlay hizo su debut oficialmente en Ring of Honor durante las grabaciones de TV de enero de 2019, en una derrota ante Tracy Williams. Más tarde se unió a un grupo llamado "Lifeblood" formado por Juice Robinson que también incluye a Bandido, Mark Haskins, Tracy Williams y Tenille Dashwood.

### Impact Wrestling (2021-presente)
El 13 de febrero de 2021 en No Surrender, se emitió un paquete de video promocionando a Robinson junto con su compañero de equipo Juice Robinson (conocido colectivamente como FinJuice) llegando a Impact Wrestling como parte de una asociación entre Impact! y New Japan Pro-Wrestling. Luego se anunció en las redes sociales que FinJuice aparecería en el Impact de esa semana. El 13 de marzo en el evento Sacrifice ganó los campeonatos por pareja de Impact Wrestling junto a su compañero Juice Robinson derrotando a The Good Brothers.

## Vida personal
Finlay nació el 16 de mayo de 1993 en Hanover a los padres Dave Finlay y Melanie Duffin. Él ha declarado que quería ser un luchador desde que era joven, inspirándose al ver a su padre luchar. Finlay creció en una familia de luchadores, ya que su padre, su abuelo y sus bisabuelos eran todos luchadores profesionales, y su tía paterna era un árbitro.

## Campeonatos y logros
- Impact Wrestling
  - Impact World Tag Team Championship (1 vez) – con Juice Robinson

- New Japan Pro Wrestling
  - IWGP Global Heavyweight Championship (2 veces)
  - NEVER Openweight Championship (1 vez)
  - IWGP Tag Team Championship (1 vez) - con Juice Robinson
  - NEVER Openweight 6-Man Tag Team Championship (1 vez) - con Ricochet & Satoshi Kojima
  - World Tag League (2019) – con Juice Robinson

- Power of Wrestling
  - Power of Wrestling Junior Championship (1 vez)[4]

- Pro Wrestling Illustrated
  - Situado en el Nº447 en los PWI 500 de 2015[6]
  - Situado en el Nº431 en los PWI 500 de 2016[7]
  - Situado en el Nº431 en los PWI 500 de 2017[8]
  - Situado en el Nº350 en los PWI 500 de 2018[9]